# Саки Каскас
Теодосијус Каскаманидис (24. септембар 1971 – 11. новембар 2016), познатији као Саки Каскас или Captain Ginger, био је грчки композитор музике за видео-игре, најпознатији је по својој музици у серијалу "Need for Speed".

## Биографија
Саки је рођен у граду Крефелд, у Западној Њемачкој, у породици Грка. Убрзо након његовог рођења цијела породица се преселила у Ванкувер, у Канаду. Саки је са 15 година почео да свира гитару. Вјежбао је и по 5 часова дневно и послије двије године је основао свој први музички састав "Омнибол". То је била рок група која је донекле била популарна на ванкуверској музичкој сцени.
Омнибол се распао 1993. године. Саки је након тога свирао у више бендова. Свирао је у грчком фолк бенду, у хеви-метал бенду, потом у бенду који се бавио обрадама пјесама и у једном гитарском дуету. Свирао је и за потребе снимања реклама и сличних ствари.

### "EA"
Саки је 1994. године постао члан бенда "The Heavy Lounge". Тај бенд је био инструментални и свирао је прогресивни рок са примјесама џеза, фанка и метала. Клавијатуре је свирао Џеф ван Дајк, који је у то вријеме радио за "Electronic Arts". Саки је преко ван Дајка потписао уговор за "Need for Speed". Саки је недуго послије тога постао композитор за "Electronic Arts", и компоновао је музику за "NHL 97", "NHL 98", "Need for Speed 2", "Need for Speed 3: Hor Pursuit", "Need for Speed High Stakes", "Need for Speed Porsche Unleashed", "Rugby 2001", "Missile Command" и "Mass Effect 2".

### Други пројекти
Саки је 2012. године поново почео да снима. Компоновао је музику у своје име и за неке новије видео игре, као што је "Sleeping Dogs".

## Издвојена дјела
- Need for Speed
- Need for Speed II
- Need for Speed III: Hot Pursuit
- Need for Speed IV: High Stakes
- NHL 97
- NHL 98
- Missile Command
- Need for Speed: Porsche Unleashed
- Rugby 2001
- SimCity 4
- Mass Effect 2

## Смрт
Саки Каскас је, према објави са друштвене мреже Фејсбук коју је објавио Ром Ди Приско, умро 17. новембра 2016. године. Неки други извори тврде да је умро 11., односно 16, односно 17. новембра.